# Hypobathrum venulosum
Hypobathrum venulosum är en måreväxtart som först beskrevs av Joseph Dalton Hooker, och fick sitt nu gällande namn av Khoon Meng Wong. Hypobathrum venulosum ingår i släktet Hypobathrum och familjen måreväxter. Inga underarter finns listade i Catalogue of Life.